# Laguna Tormento
A  Laguna Tormento é um lago localizado na Guatemala. Localiza-se no departamento de Retalhuleu, Município de San Andrés Villa Seca.